# Траянос Налис
Траянос Димитриу Налис (на гръцки: Τραϊανός Δημητρίου Νάλλης; на турски: Traian Nali Efendi, Траян Нали Ефенди) е гръцки общественик и политик, гъркоманин.

## Биография
Роден е в 1874 година в Битоля или в мариовското село Градешница, тогава в Османската империя във влашко семейство. Израства в Битоля, където семейството му се мести. Брат му е видният лекар и деец на Гръцката въоръжена пропаганда в Македония Ставрос Налис. След изборите в 1908 година Траянос става един от шестимата гръцки депутати от Македония в Османския парламент след Хуриета, представлявайки Битолски вилает. Траян Нали ефенди е преизбран на изборите в 1912 година от листата на Либералния съюз.